# Merston
Merston är en by i civil parish Oving, i distriktet Chichester, i grevskapet West Sussex i England. Byn är belägen 4 km från Chichester. Merston var en civil parish fram till 1933 när blev den en del av Oving. Civil parish hade 85 invånare år 1931. Byn nämndes i Domedagsboken (Domesday Book) år 1086, och kallades då Mersitone.